# Asthenia lactucina
Asthenia lactucina är en fjärilsart som beskrevs av Pieter Cramer 1780. Asthenia lactucina ingår i släktet Asthenia och familjen påfågelsspinnare. Inga underarter finns listade i Catalogue of Life.